# 小行星3218
小行星3218（3218 Delphine）是一颗绕太阳运转的小行星，为主小行星带小行星。该小行星于1960年9月24日发现。
該小行星以比利時天文學家阿爾芒·德爾塞梅（Armand Delsemme）的妻子德爾芬·耶胡萊·德爾塞梅（Delphine Jehoulet Delsemme）命名。

## 轨道参数
小行星3218的轨道半长轴为2.5224545 UA，离心率为0.217。